# (11042) Ernstweber
(11042) Ernstweber es un asteroide del cinturón principal perteneciente al cinturón de asteroides, región del sistema solar que se encuentra entre las órbitas de Marte y Júpiter. Fue descubierto por Eric Walter Elst el 4 de noviembre de 1989 desde el Observatorio de La Silla.

## Designación y nombre
Designado provisionalmente como 1989 VD1 fue nombrado en honor a Ernst Heinrich Weber (1795-1878) quien fue un fisiólogo alemán que realizó investigaciones fundamentales sobre el sentido del tacto. En su De Tactu (1834) estableció lo que se convirtió en la Ley de Weber-Fechner: que hay un umbral de sensación que debe pasarse antes de que se pueda detectar un aumento en la intensidad del estímulo.

## Características orbitales
(11042) Ernstweber   está situado a una distancia media del Sol de 2,345 ua, pudiendo alejarse hasta 2,498 ua y acercarse hasta 2,192 ua. Su excentricidad es 0,065 y la inclinación orbital 7,529 grados. Emplea 1311,52 días en completar una órbita alrededor del Sol.
Pertenece a la familia de asteroides de (4) Vesta.

## Características físicas
La magnitud absoluta de (11042) Ernstweber es 15,02. Tiene 2,690 km de diámetro y su albedo se estima en 0,322.